# Biserica Sfântul Nicolae din Zărnești
Biserica Sfântul Nicolae din Zărnești este un ansamblu de monumente istorice aflat pe teritoriul orașului Zărnești.

Ansamblul este format din două monumente:
- Biserica „Sf. Nicolae” (cod LMI BV-II-m-A-11851.01)
- Paraclis (cod LMI BV-II-m-A-11851.02)